# هيويل سيمونز
هيويل سيمونز (بالإنجليزية: Hywel Simons)‏ هو ممثل بريطاني، ولد في 10 فبراير 1970 في المملكة المتحدة.

## وصلات خارجية
- هيويل سيمونز على موقع IMDb (الإنجليزية)
- هيويل سيمونز على موقع أول موفي (الإنجليزية)
- هيويل سيمونز على موقع قاعدة بيانات الأفلام السويدية (السويدية)
- هيويل سيمونز على موقع قاعدة بيانات الفيلم (الإنجليزية)
- هيويل سيمونز على موقع كينوبويسك (الروسية)